# 巴德斯德爾冰原島峰
70°16′S 63°54′W / 70.267°S 63.900°W
巴德斯德爾冰原島峰（英語：Bardsdell Nunatak），是南極洲的冰原島峰，位於帕爾默地，屬於哥倫比亞山脈的一部分，處於達爾齊爾嶺以北，在1974年由美國地質調查局繪入地圖，現時由南極條約體系管理。